# Ровілл (Флорида)
Ровілл (англ. Roeville) — переписна місцевість (CDP) в США, в окрузі Санта-Роза штату Флорида. Населення — 607 осіб (2020).

## Географія
Ровілл розташований за координатами 30°40′54″ пн. ш. 86°59′44″ зх. д. / 30.68167° пн. ш. 86.99556° зх. д. (30.681666, -86.995650).  За даними Бюро перепису населення США в 2010 році переписна місцевість мала площу 11,87 км², з яких 11,84 км² — суходіл та 0,03 км² — водойми.

## Демографія
Згідно з переписом 2010 року, у переписній місцевості мешкало 608 осіб у 242 домогосподарствах у складі 172 родин. Густота населення становила 51 особа/км².  Було 275 помешкань (23/км²).
Расовий склад населення:
| - 93,9 % — білих - 2,3 % — азіатів - 1,3 % — чорних або афроамериканців - 0,5 % — корінних американців |

До двох чи більше рас належало 1,2 %. Частка іспаномовних становила 1,8 % від усіх жителів.
За віковим діапазоном населення розподілялося таким чином: 22,7 % — особи молодші 18 років, 62,3 % — особи у віці 18—64 років, 15,0 % — особи у віці 65 років та старші. Медіана віку мешканця становила 40,5 року. На 100 осіб жіночої статі у переписній місцевості припадало 105,4 чоловіків;  на 100 жінок у віці від 18 років та старших — 105,2 чоловіків також старших 18 років.
Середній дохід на одне домашнє господарство  становив 40 178 доларів США (медіана — 38 333), а середній дохід на одну сім'ю — 48 408 доларів (медіана — 42 656). За межею бідності перебувало 30,1 % осіб, у тому числі 51,3 % дітей у віці до 18 років та 0,0 % осіб у віці 65 років та старших.
Цивільне працевлаштоване населення становило 166 осіб. Основні галузі зайнятості: мистецтво, розваги та відпочинок — 19,3 %, освіта, охорона здоров'я та соціальна допомога — 18,7 %, транспорт — 18,1 %.